# Scintillatie (ionosfeer)
Scintillatie in de ionosfeer treedt op als plaatselijk sterker geïoniseerde gedeelten in de ionosfeer radiogolven tijdelijk focuseren of defocuseren; hieruit resulteert een fading van het signaal van enkele dB's in zowel negatieve als positieve zin. Uiteraard heeft dit uitsluitend betrekking op radiogolven welke vanuit de ruimte de aarde bereiken zoals de signalen van ruimtesondes of de moonbouncesignalen van radioamateurs.